# Azilien
Azilien (franc.) je kulturna skupina mlađega paleolitičkog i mezolitičkog razdoblja (oko 9000–8000. pr. Kr.), nazvana prema nalazištu Mas d’Azil u južnoj Francuskoj (departman Ariège). Raširena je u južnoj Francuskoj, sjevernoj Španjolskoj i na britanskim otocima. U nalazima kamenog oruđa izdvaja se mikrolitičko oruđe, koje se stavljalo u koštani ili drveni držak, a među koštanim, jednoredni ili dvoredni plosnati harpuni. Tipični su nalazi te kulture oslikani riječni oblutci, koji su možda imali magijsko značenje, na kojima se prepoznaju nove apstraktne likovne koncepcije.